# Domain dialing
La  marcación de dominio (Domain dialing)  es un concepto nuevo de Brasil  para el proceso de llamadas telefónicas que permite a los usuarios de teléfonos inteligentes realizar una llamada por la marcación de un nombre de dominio en lugar de números. Al descargar una aplicación para un iPhone, BlackBerry o un dispositivo con Android, es posible introducir un nombre de dominio para llamar a cualquier empresa, organización o individuo en cualquier parte del mundo siempre y cuando la entidad tenga un nombre de dominio.
El concepto se basa en la premisa de que es mucho más fácil recordar un nombre de dominio que una serie de números ( número de teléfono ).  Incluso si uno no está seguro de un dominio, por lo general se puede adivinar el nombre. Por ejemplo, si desea llamar a una empresa, companyname.com o anyothersite.com sería el dominio específico para marcar.
La primera aplicación del mercado de marcación fue  Siter.com, compañía de tecnologías de Internet puesta en marcha en septiembre de 2010. En la conferencia ICANN 41, cuando varios funcionarios de la tecnología, líderes empresariales y expertos en Internet viajaron a Singapur para analizar y discutir avances como la marcación de dominios, se abordaron las posibilidades de expandir el nombre de dominio común; así, también sería posible marcar a dominios que terminan en .ebayo .music , por ejemplo. .